# A Million Ways to Die in the West
A Million Ways to Die in the West (titulada Mil maneras de morder el polvo en España y Pueblo chico, pistola grande en Hispanoamérica) es un wéstern cómico dirigido por Seth MacFarlane y escrito entre MacFarlane, Alec Sulkin y Wellesley Wild. La película está protagonizada por el propio MacFarlane y está acompañado por Charlize Theron, Amanda Seyfried, Liam Neeson, Giovanni Ribisi, Sarah Silverman y Neil Patrick Harris. Está producida por Media Rights Capital y distribuida por Universal Pictures. Se estrenó el 30 de mayo de 2014.

## Argumento
En 1882, en el pueblo de Arizona de Old Stump, un cobarde ganadero de ovejas llamado Albert Stark (Seth MacFarlane) es abandonado por su amada novia Louise (Amanda Seyfried), tras retirarse de un duelo. Se prepara para partir hacia San Francisco, creyendo que la frontera no tiene nada para él. Mientras tanto, el infame forajido Clinch Leatherwood (Liam Neeson) roba, asusta y mata a un viejo buscador de oro por solo una pepita de oro. Él ordena a uno de sus hombres, Lewis (Evan Jones), escoltar a su esposa Anna (Charlize Theron) a Old Stump para que pasen inadvertidos mientras él continúa su bandidaje. Lewis y Anna llegan a la ciudad fingiendo ser dos hermanos que planean construir una granja, pero Lewis es arrestado después de incitar una pelea en un bar. Durante la lucha, Albert salva a Anna de ser aplastada por dos de los luchadores y los dos forman una amistad. Asisten a una feria del condado donde el nuevo novio de Louise, Foy (Neil Patrick Harris), desafía a Albert a un concurso de tiro. Albert es derrotado, pero Anna desafía y derrota a Foy. Foy comienza a insultar a Albert quien, furioso, desafía a Foy a un duelo en el plazo de una semana.
Anna enseña a Albert a disparar. En la noche anterior al duelo donde se celebraban bailes y cantadas regionales Albert llega con Anna, pretendiendo poner celosa a Louise con su pareja,sin embargo Foy pone en evidencia a Albert con unos pases de baile. Después de que Albert saliese avergonzado, Anna reta a Foy a un concurso de beber en el que mete un laxante en el trago de Foy. Después de dejar el baile, Albert y Anna se besan antes de dirigirse al hotel donde Anna se hospeda. Tras fugarse de la cárcel y asesinar al sheriff (Rex Linn), Lewis ve esto y lo notifica a Clinch. El día del duelo, Foy llega tarde y comienza a defecar cómicamente debido al laxante en su trago la noche anterior. Albert, que ha decidido que Louise no vale la pena, abandona el duelo otra vez. Se retira al bar, pero aparece Clinch exigiendo saber quién besó a su esposa. Cuando nadie responde, Clinch dispara a un vaquero que pasaba por allí (Ryan Reynolds). Él revela que Anna es su mujer y amenaza con seguir matando a menos que el amante de su esposa se presente a un duelo al mediodía del día siguiente. Clinch obliga Anna a revelar el nombre de Albert y luego se prepara para violarla, pero ella le deja inconsciente mientras está de espaldas y se escapa.
Anna vuelve a la granja de Albert, donde él la confronta. Clinch persigue a Anna hasta la granja y la recaptura, pero Albert escapa. Durante su intento de huir, es emboscado por una tribu de indios que amenazan con quemarle vivo, pero le perdonan cuando él revela que puede hablar su idioma. Estos le dan un plato de peyote, que le trae recuerdos de su nacimiento y de varios eventos traumáticos de su infancia, antes de acabar por darse cuenta de que ama a Anna. Albert vuelve a Old Stump y se enfrenta a Clinch, hiriéndolo con una bala que contiene veneno de serpiente de cascabel antes de que su rival le quite la pistola de la mano de un disparo, pero se las arregla para quedarse quieto hasta que Clinch sucumbe ante el veneno y muere. Louise intenta recuperar a Albert, pero él la rechaza y en su lugar inicia una relación con Anna. Además, Albert recibe una recompensa por haber matado a Clinch, que utiliza para comprar más ovejas.
Finalmente, el hombre a cargo de un juego de disparos racial en la feria pregunta quién quiere probar suerte. Django Freeman (Jamie Foxx) aparece y le dispara mientras comenta que muchas personas murieron en la feria.

## Elenco
- Seth MacFarlane como Albert Stark.
  - Mike Salazar como Albert a los seis años.
- Charlize Theron como Anna Barnes-Leatherwood.[8]
- Amanda Seyfried como Louise (exnovia de Albert).[8]
- Liam Neeson como el bandido Clinch Leatherwood.[9]
- Giovanni Ribisi como Edward, el mejor amigo de Albert y novio de Ruth.[9]
- Sarah Silverman como la prostituta cristiana Ruth.
- Neil Patrick Harris como Foy, habitante de Old Stump, vendedor de productos para el bigote y actual novio de Louise.[7]
- Wes Studi como el cacique Cochise.
- John Aylward como el pastor Wilson.
- Alex Borstein como Millie.
- Amick Byram como Marcus Thornton.
- Ralph Garman como Dan.
- Christopher Hagen como George Stark, el trastornado padre de Albert.
- Evan Jones como Lewis, bandido mano derecha de Clinch Leatherwood, que se hace pasar por hermano de Anne (Charlize Theron).
- Rex Linn como el comisario de Old Stump y como narrador.[8]

Cameos
- Jamie Foxx como Django Freeman, de la película Django Unchained .[10]
- Gilbert Gottfried como Abraham Lincoln[11]
- Christopher Lloyd como Doc Brown[12]
- Bill Maher como humorista presentador en el baile.[13]
- Ewan McGregor como vaquero en la feria en el minuto 48:07; solo dice: «No sé, se ha reído».
- Ryan Reynolds como un joven vaquero asesinado en el bar.
- Patrick Stewart como la voz de la oveja.
- Rupert Boneham como un hombre en la pelea en el bar
- Tait Fletcher como un vaquero.[14]
- Dennis Haskins como el vendedor de la crema curativa de cocaína.
- Mike Henry como el primer hombre que sonrió en una fotografía.
- John Michael Higgins como un dandy.
- Alec Sulkin como un hombre en la feria.

## Producción
La película fue anunciada por primera vez el 3 de diciembre de 2012, marcando la segunda incursión de MacFarlane como director. El 30 de enero de 2013, se anunció que Charlize Theron se había unido a la película. El 11 de febrero de 2013, se anunció que Amanda Seyfried se había unido a la película. El 6 de marzo de 2013, anunciaron que Liam Neeson y Giovanni Ribisi se habían unido a la película. El 18 de marzo de 2013, se anunció que Sarah Silverman fue elegida para interpretar a una prostituta en la película. El 10 de mayo de 2013, se anunció que la película iba a ser cofinanciada por Universal Pictures, Media Rights Capital y la productora de MacFarlane, Fuzzy Door Productions, junto con Bluegrass Films de Scott Stuber y distribuida por Universal Pictures. El 29 de mayo de 2013, MacFarlane a través de su cuenta en Twitter dijo que Bill Maher se había unido al elenco.
De acuerdo con Media Rights Capital, la película comenzó a rodarse a principios de mayo de 2013. Los lugares de rodaje incluyeron zonas de Nueva México y en Santa Fe Studios. El rodaje terminó el 9 de agosto de 2013.

## Publicidad
El 27 de enero MacFarlane, anunció que se escribiría una novela basada en el guion, la cual se publicó el 4 de marzo de 2014.